# Borken (huyện)
Borken là một huyện ở tây bắc Nordrhein-Westfalen, Đức. Huyện này thuộc vùng Münsterland. Các huyện giáp ranh là Bentheim, Steinfurt, Coesfeld, Recklinghausen, Wesel, Cleves, và các tỉnh thuộc Hà Lan Gelderland và Overijssel.

## Thị xã và đô thị
| Thị xã | Đô thị                                                                              |
| --- | ----------------------------------------------------------------------------------- |
| 1. Ahaus 2. Bocholt 3. Borken 4. Bredeck 5. Gescher 6. Gronau 7. Isselburg 8. Rhede 9. Stadtlohn 10. Vreden | 1. Heek 2. Heiden 3. Legden 4. Raesfeld 5. Reken 6. Schöppingen 7. Südlohn 8. Velen |